# Rudolf Scholz (Fußballspieler)
Rudolf Scholz (* 31. Oktober 1923) ist ein ehemaliger deutscher Fußballspieler.

## Karriere
Scholz spielte vom 16. bis 19. Lebensjahr für den Beuthener SuSV 09 aus der gleichnamigen Stadt in Oberschlesien, zuletzt in der Gauliga Oberschlesien. In den letzten beiden Kriegsjahren war er für die Sportfreunde Klausberg aus dem gleichnamigen Klausberg O.S. aktiv, bevor es ihn nach Dießen am Ammersee und zum FC Dießen verschlug.
Nach zwei Spielzeiten wurde er zur Saison 1948/49 vom FC Bayern München verpflichtet, für den er in seiner Premierensaison 23 Oberligaspiele von 30 bestritt und mit 13 Toren eine gute Quote erzielte. Sein Debüt für die Bayern krönte er am 31. Oktober 1948 (7. Spieltag) beim 2:0-Sieg gegen den Lokalrivalen TSV 1860 München gleich mit seinem ersten Tor, dem Treffer zum Endstand in der 57. Minute. Der dritte Tabellenplatz berechtigte zur Teilnahme an der 2. Qualifikationsrunde zur deutschen Fußballmeisterschaft. In beiden Spielen gegen den FC St. Pauli, von denen der FC Bayern München das Wiederholungsspiel mit 0:2 verlor und ausschied, wirkte Scholz mit. Es folgten drei weitere Spielzeiten, in denen er 21 Tore in 50 Oberligaspielen erzielte und mit den Bayern diese als Dreizehnter, Neunter und Achter abschloss.
Von 1952/53 bis 1956/57 spielte er für die Stuttgarter Kickers, für die er am 24. August 1952 beim 5:2-Sieg im Auswärtsspiel gegen den 1. FC Nürnberg in der Oberliga Süd debütierte. Sein letztes von 107 Oberligaspielen für die Stuttgarter Kickers bestritt er am 6. Januar 1957 beim 1:1-Unentschieden im Auswärtsspiel gegen den Freiburger FC.